# Campionat de Catalunya d'hoquei sala femení de 1965
El Campionat de Catalunya d'hoquei sala femení de 1965 fou una edició del Campionat de Catalunya. Se celebrà des del 14 de març fins al 10 d'abril de 1965 i fou organitzat per la Federació Catalana de Hockey. Hi participaren catorze equips, agrupats en dues divisions. En el grup A competiren el CD Terrassa i el seu equip filial, l'AD Rimas, el Club Medina, el Júnior FC, el Sant Cugat i el RC Polo.
La competició se celebrà durant els caps de setmana de la temporada 1964-1965 i es disputà en format de lliga regular, amb un total de cinc jornades.  La classificació final s'establí d'acord amb els punts totals obtinguts per cada participant en finalitzar el campionat. Els equips obtingueren dos punts per cada victòria, un punt per cada empat i cap punt per cada derrota.
Es proclamà campió el Club Deportiu Terrassa, que finalitzà imbatut a la competició. Juntament amb el Júnior FC, subcampió, es classificaren per disputar el campionat estatal d'hoquei.

## Taula de resultats
| Casa \ Fora | TER | JUN | MED | SCG | RIM | POL        |
| ----------- | --- | --- | --- | --- | --- | ---------- |
| CD Terrassa | —   | 5–0 | 7–1 | 5–0 | 8–0 | [ Nota 1 ] |
| Júnior FC   | —   | —   | 4–1 | 3–0 | 2–1 | [ Nota 1 ] |
| Club Medina | —   | —   | —   | 2–0 | 2–0 | [ Nota 1 ] |
| Sant Cugat  | —   | —   | —   | —   |     | [ Nota 1 ] |
| AD Rimas    | —   | —   | —   | —   | —   | [ Nota 1 ] |
| RC Polo     | —   | —   | —   | —   | —   | —          |

1. 1 2 3 4 5  El RC Polo no es presentà al partit i fou declarat guanyador l'equip contrari per incompareixença.

## Classificació final
| Pos | Equip       | PJ | G | P | GF | GC | DG  | Pts | Classificació o descens              |
| --- | ----------- | -- | - | - | -- | -- | --- | --- | ------------------------------------ |
| 1   | CD Terrassa | 5  | 5 | 0 | 25 | 1  | +24 | 10  | Classificats pel Campionat d'Espanya |
| 2   | Júnior FC   | 5  | 4 | 1 | 10 | 6  | +4  | 8   | Classificats pel Campionat d'Espanya |
| 3   | Club Medina | 5  | 3 | 2 | 6  | 11 | −5  | 6   |                                      |
| 4   | Sant Cugat  | 4  | 2 | 2 | 2  | 8  | −6  | 4   |                                      |
| 5   | AD Rimas    | 4  | 1 | 3 | 2  | 12 | −10 | 2   |                                      |
| 6   | RC Polo     | 5  | 0 | 5 | 0  | 5  | −5  | 0   |                                      |

| Campionat de Catalunya d'hoquei sala femení 1965 |
| ------------------------------------------------ |
| CD Terrassa                                      |